# UボートXXVII型

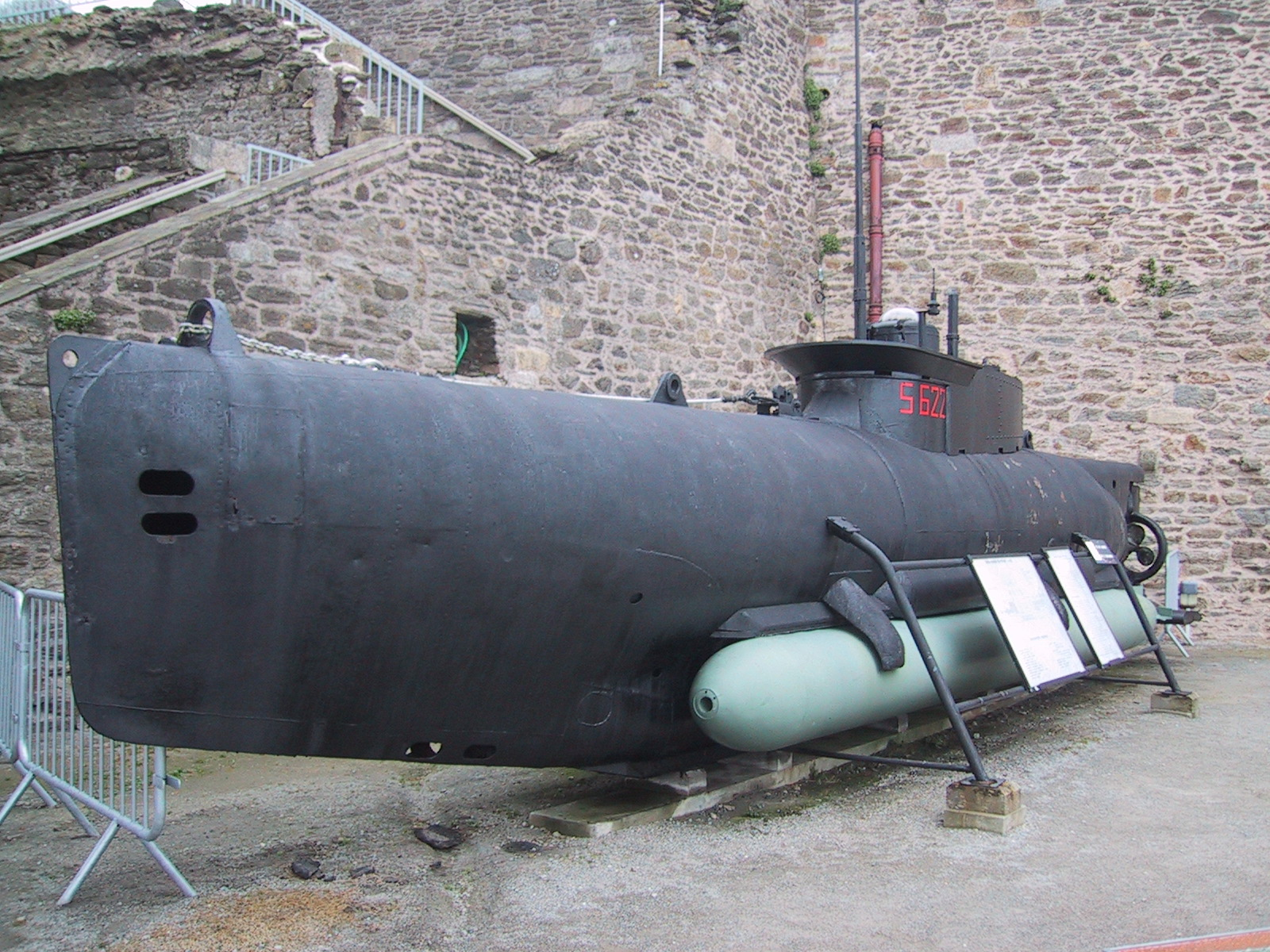
ゼーフント特殊潜航艇、艇下に魚雷を装備している。フランスのブレストに所在する国立海軍博物館の収蔵品。

UボートXXVII型は第二次世界大戦中にドイツが開発した特殊潜航艇である。これはXXVIIAヘヒト（Hecht）及びXXVIIBゼーフント（Seehund）の2つの艦級に細分化される。ドイツ語でヘヒトはカワカマス、ゼーフントはアザラシを意味する。2名の搭乗員により操縦されるこれらの特殊潜航艇は1944年に設計された。ドイツ海軍は戦争終結間際の数ヶ月間この兵器を運用し、9隻の商船を沈め、さらに3隻を損傷させた。損害は35隻であり、大半の原因は悪天候によると考えられている。

## 歴史
ゼーフントの始まりは、2隻のイギリスのX級潜水艦である「HMS X6」および「HMS X7」のサルベージから始まった。これらの艇はドイツ軍戦艦ティルピッツの撃沈を目指したソース作戦中に沈没していた。この後、ドイツ軍の機関「軍艦建造局」（独：Hauptamt Kriegsschiffbau）はイギリスの潜航艇を調査した結果に基づいて二人乗りの潜航艇の設計を開始し、これはXXVIIA型の型式が与えられ、カワカマスの意であるヘヒトと名づけられた。ヘヒトはモルヒの設計を受け継いで作られたものの、運用実績が思わしくなく53隻の建造で終了しているのに対し、ゼーフントは285隻が建造された。
両者はともに魚雷発射管を持たず2つの魚雷を潜航艇の下部に懸垂する方式であった。また、機関についてはヘヒトが魚雷の推進機関を流用したのに対し、ゼーフントはトラックのものを流用したディーゼルエンジンを搭載していた。

### XXVIIA (ヘヒト)
X級潜水艦のように、XXVIIA型は爆発物を携行し、敵艦艇の下部に設置するよう設計された。しかしこの艇は著しく小型に作られ、X級潜水艦とは相当な差異があった。この艇はディーゼルと電動を複合した推進方式を採用せず、かわりとして全面的に12馬力のAEG社製魚雷用モーターによる電力駆動に頼った。これは潜航して用いられるという前提から、ディーゼルエンジンの必要が無いとされたことによる。しかし、こうしたことは4ノットで69海里という非常に短い航続距離を生む結果となった。
この艇には対潜網または類似の障害を浸透可能とする必要性があることから水中翼または舵なしで設計され、この艇のトリムは耐圧殻内の重量物を調整することで規正された。実際には、重量物を十分に速く移動させられないことからこの装備は全く役に立たず、水中翼と舵が後に装備された。ヘヒトの潜航中の操舵能力は、バラストタンクを装備しないことから貧弱なままであった。
ヘヒトは爆発物を携行するよう設計されていたものの、カール・デーニッツは魚雷を装備できるよう主張した。これは沿岸海域の船に攻撃ができるようにするものだった。
外見上、ヘヒトはイギリスのウェルマン潜水艇に似ていた。分離可能な爆発物が潜水艇の先端に取り付けられ、前部区画にはバッテリーとジャイロコンパスが取り付けられた。これはドイツの特殊潜航艇の装備としては初めてで、艇が潜航して操縦されるならば航法のために不可欠と考えられていた。この後方は操縦区画であり、2名用の座席が設けられた。座席配置は中央線上の前列に機関士の席を置き、彼の後に指揮官席が置かれた。指揮官の航法用途として潜望鏡と透明なアクリル製ドームが設けられた。
1944年1月18日、デーニッツは新規の設計案をアドルフ・ヒトラーと協議し、彼は賛成を表した。3月9日、試作艇の製造のためにキールに所在するゲルマニアヴェルフトと契約が成された。3月28日には52隻の潜航艇用のものとして更なる契約が続けられた。
53隻のヘヒトが1944年5月から8月の間に製造された。最終的にはこのうち1隻も一線での作戦に投入されず、代わりにゼーフントの搭乗員を訓練することに用いられた。

### XXVIIB（ゼーフント）

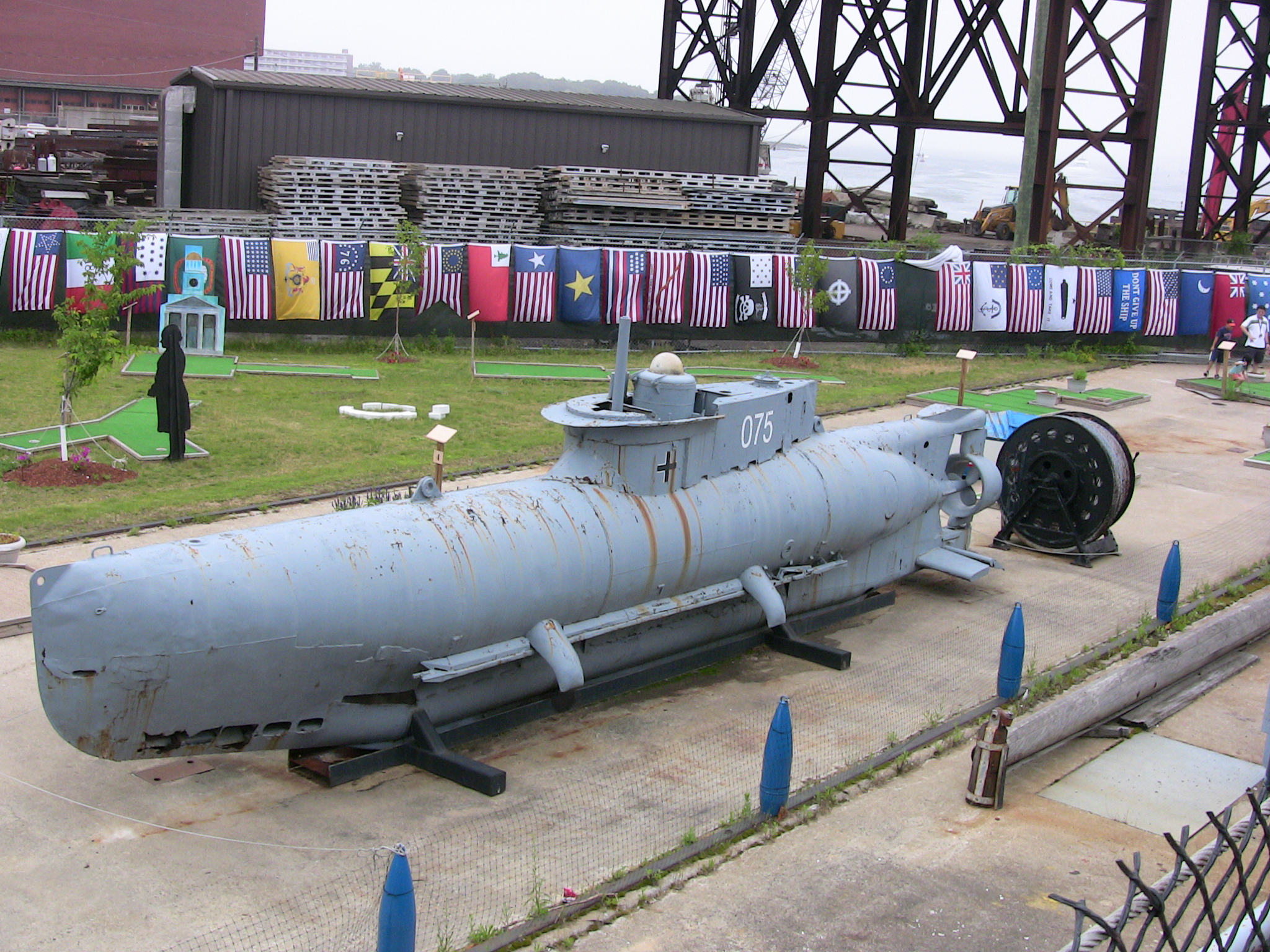
ゼーフント No. 075

発注が出されたことからヘヒトの派生型が製造されていた。XXVIIB型はディーゼルと電動の推進方法を持ち、より航続距離が伸び、2本のG7e魚雷を携行した。設計完了は1944年6月でありヘヒトに類似していたが、洋上航走する際に凌波性を良好にするため、艦体の外形がよりボート形状に成型された。またタンクが据え付けられた。バッテリーがキール部分に移されたことで、耐圧殻内部に船室が増設された。外部へ射出される2本の魚雷は艇体下部に装備された。22馬力のディーゼルエンジン1基が水上航走のために設置され、水上での速力は5.5ノットを発揮した。また25馬力の電動モーターは潜航時に6.9ノットを発揮した。
XXVII型の最後の派生型はXXVIIB5型である。これはゼーフントもしくは127型としてより知られている。ゼーフントは小型で隆起したプラットフォームを艇体中央部に備えた。この場所には空気吸入マスト、磁気コンパス、潜望鏡と45mの深さに耐える透明なドームが取り付けられた。
光学機器として3m高の固定式潜望鏡を備え、これには指揮官用に、浮上前に航空機を警戒して上空を偵察するために用いられた。

## 生産
ゼーフントを生産する最初の発注が1944年7月30日に契約された。設計の完了前に大部分の発注が行われ、船体番号が割り当てられたように、潜航艇に対する期待は非常に高かった。総計1,000隻がゲルマニアヴェルフトとシヒャウ・ヴェルケに発注され、それぞれ1ヶ月に25隻および45隻を建造するものとされた。ゼーフント生産に関わった他の施設はアドリア海に面するCRD-モンファルコーネと、ウルムにあったクレークナ－・フンボルト・ドイツである。
しかしながらデーニッツは、他のUボートの生産を停滞させることになるゼーフントの製造に同意できなかった。また資源や労働力の不足、輸送の問題、資源配分の優先権争いなどが重なり、ゼーフントの生産数を低下させた。最終的にゼーフントの生産はゲルマニアヴェルフトが担当し、すでにXXI型UボートおよびXXIII型Uボートを製造する必要のなくなったキールの施設が使用された。総計で285隻のゼーフントが建造され、「U-5501」から「U-6442」の範囲でナンバーが割り振られた。

## 実戦投入
ヘヒトは能力上の問題から教育訓練に使用されたのに対して、ゼーフントは312K戦隊に配属され1945年初頭より実戦に投入され、1月1日に武装トロール船を撃沈することでデビューを果たした。
連合軍側の見解では、小型だったゼーフントをアスディックを用いて探知するのはほぼ不可能となり、水中を低速で潜航した場合は水中聴音機による探知からも自由だった。ポーツマス司令長官の任にあったサー・チャールズ・リトル提督は、「我々にとり幸運なことに、このろくでもない代物("those damn things")は、何かしらの損害を与えるには戦場への投入が遅きに過ぎた」とした。
ゼーフントは主にドイツの海岸およびイギリス海峡に投入され、荒天の海面で攻撃ができたが、潜航しての攻撃のためほぼ動く必要はなかった。1945年1月から4月までにゼーフントは142回の出撃を実施し、合計8隻、17,301tを撃沈した。また損傷を3隻に与え、この総計は18,384tである。不確実なものを含めるとその戦果はおよそ9万t～12万t近くになり、その中には7,000tの大型貨物船や自由フランスに供与されたハントⅢ級駆逐艦「ラ・コンバタント」も含まれる。35隻のゼーフントが任務中に失われた。
最後のゼーフントの任務は1945年4月28日、および5月2日に行われた。これら2度の特別な作戦はダンケルクに孤立したドイツの基地に食料を補給するもので、潜航艇は通常の魚雷の替わりに食料品の特殊格納容器を携行した。これはバター魚雷と呼ばれ、復路ではダンケルク駐屯軍からの郵便物を詰めて運ぶのに用いられた。

## 戦後
フランス海軍はダンケルクに放置されていたゼーフント4隻を接収し自国海軍に編入、これらを「S 621」「S 622」「S 623」「S 624」として就役させた。「S 622」は保管され、ブレストの国立海軍博物館で展示されている。ゼーフントは1952年～54年の間に順次除籍されたが、それまでの間にフランス海軍に貴重な各種データを提供した。
アメリカのマサチューセッツ州クインシーにはマサチューセッツ軍事研究センターが置かれている。このセンターの一区画に海洋造船博物館があり、ここにU-5075が展示されている。しばしばこの博物館の船を用いてアマチュア無線のイベントが開かれ、識別信号「WW2MAN」が用いられる。

## 主要諸元(XXVIIB型)
- 全長:12m
- 全幅:1.7m
- 水中排水量:14.9t
- 速度(水上/水中):7.7kt/6.0kt
- 水上航続距離:260海里/6.0kt
- 水中航続距離:20.5海里/3.0kt
- 兵装:魚雷×2
- 乗員:2名